# 갑곶나루 선착장 석축로
갑곶나루 선착장 석축로(甲串나루 船着場 石築路)는 대한민국 경기도 김포시 월곶면 성동리와 인천광역시 강화군 강화읍 남산리에 있는, 조선시대 강화읍 갑곶리와 김포군 월곶면을 배로 연결해 주던 곳이다. 1988년 3월 21일 경기도의 기념물 제108호, 1995년 3월 2일 인천광역시의 기념물 제25호로 각각 지정되었다.

## 개요
강화읍 갑곶리와 김포군 월곶면을 배로 연결해 주던 곳이다. 갑곶이란 지명은 고려 고종 때 몽고가 침입하자 왕이 강화도로 천도하게 되었을 때 이 곳이 강건너와의 거리도 짧고 수심이 얕아서 군사들이 갑옷을 벗어 쌓아 놓고 건널 수 있었다는 데서 유래되었다.
이 곳은 정묘호란(1627) 당시 인조가 건넜던 나루터로, 병자호란(1636) 때에도 봉림대군이 임금을 모셨던 곳이고, 병인양요(1866) 때에는 프랑스군과 치열한 격전을 벌인 곳이기도 하다.
처음에는 나루터 시설없이 이용되었다가, 조선 세종 원년(1419) 박신이라는 사람이 최초로 자신의 재산을 털어 14년간 석축로 공사를 하여 완성하였고, 약 500년간 사용되었다. 이후 교통수단의 변화로 1920년 경 나루터가 폐쇄되었으며, 1970년 강화대교가 개통되면서 완전히 폐쇄되었다.

## 참고 문헌
- 갑곶나루선착장석축로 - 국가유산청 국가유산포털
- 갑곶나루 선착장 석축로 - 국가유산청 국가유산포털